# 仇維禎
仇维祯（1577年—1652年），字羽王，號庸足，山東益都縣人。明朝政治人物。

## 生平
三十五岁中万历四十年（1612年）壬子科山東鄉試第二十一名举人，萬曆四十七年（1619年）己未科三甲一百四十二名進士，吏部觀政，未任官，因父喪歸家。服阕後天啓二年（1622年）授中书舍人，七年陞任禮科给事中。崇禎帝即位，历户科右、刑科左给事中，崇祯三年（1630年）主考福建鄉試，升兵科都给事中。四年辛未（1631年）又因任顺天府武举同考官，有權相以關節相托，以不從拂其意，贬浙江盐运司知事，后迁滁州知州。崇祯六年，入为行人司左司副，七年任南京太僕寺丞，八年升尚宝司丞，升尚宝司少卿、順天府丞，以兵部侍郎出鎮通州，歷任三年，兵民安堵，威惠并著。再升南京户部尚书。崇祯十三年，转南京兵部尚书，以母喪去職。明亡后，募乡兵千余人，以维持地方。顺治帝将他召到北京，赐貂裘，以原官致仕。順治九年去世，年七十六。

## 家族
曾祖仇志。祖父仇朝兴。父仇東光。
六子：仇慰祖、仇兆昌、仇彭龄、仇彭寿、仇彭年、仇彭祀。